# Gateway to Apshai
Gateway to Apshai  est un jeu vidéo de rôle développé par The Connelley Group et publié par Epyx en 1983 sur Commodore 64, Atari 8-bit et ColecoVision. Il s’agit d’une préquelle de Temple of Apshai (1979). Le joueur incarne un aventurier dont l’objectif est de trouver un passage jusqu’au mystérieux temple d’Asphai de son prédécesseur. Pour cela, il doit explorer huit niveaux, chacun constitué de 16 donjons. Chaque donjons est constitué d’environ 60 pièces et est remplis de monstres et de trésors. Le joueur visualise les donjons en vue du dessus mais son personnage et les monstres sont représentés en vue de profil. Le personnage est caractérisé par sa force, son agilité et sa chance. Il dispose au départ d’une arme, d’une armure et de quelques sortilèges et peut en découvrir de nouveaux en progressant  dans le jeu,,,,. Le jeu en temps réel avec contrôle du personnage joueur au clavier pour les déplacements et les combats fait de Gateway to Apshai l'ancêtre du jeu vidéo de rôle d'action (ARPG), popularisé par la série Zelda de Nintendo. L'évolution des caractéristiques du personnage est automatique à chaque changement de niveau, selon les performances du joueur, de 0 à +1 pour chacune d'elles.

## Accueil
| Gateway to Apshai |      |       |
| Média             | Pays | Notes |
| Tilt              | FR   | 5/6   |